# Velké čepobití

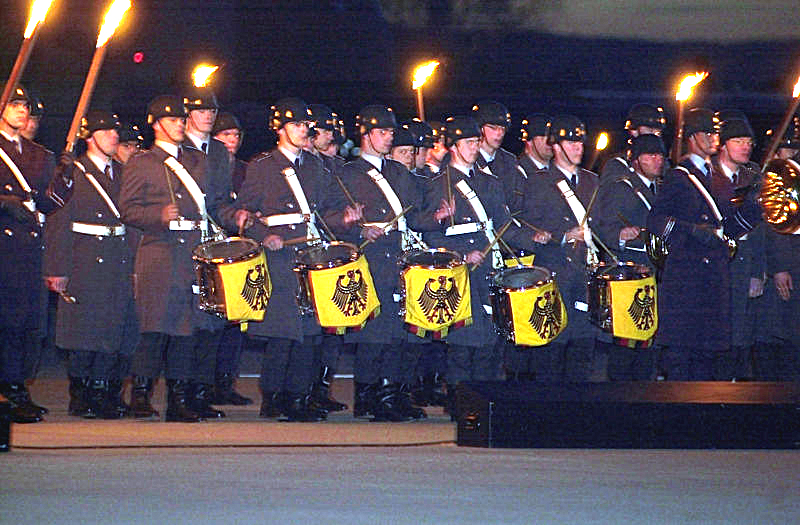
Velké čepobití u příležitosti 50. výročí zřízení americké letecké základny Ramstein v Německu (2002)

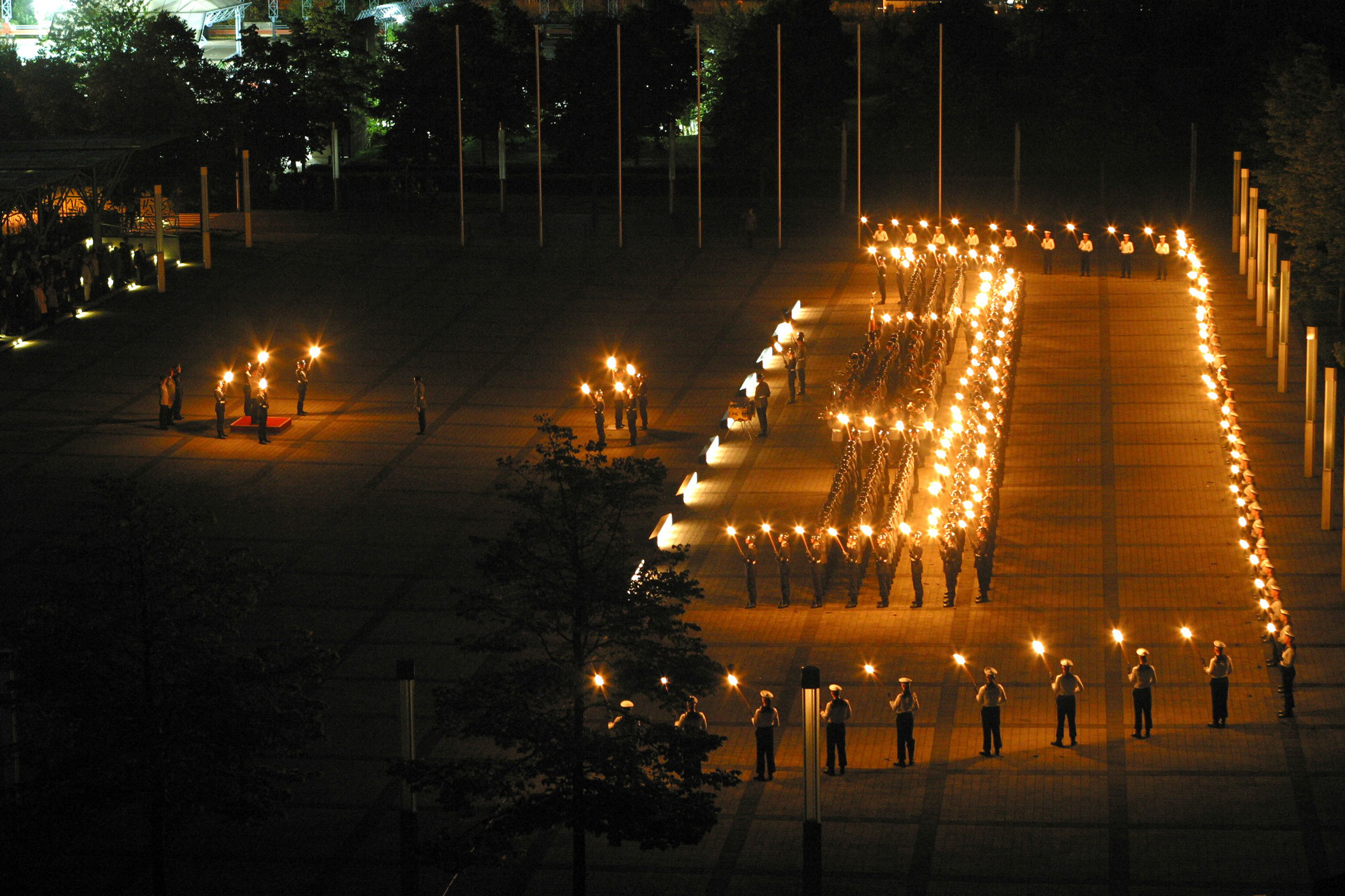
Velké čepobití na půdě federálního ministerstva obrany v Bonnu (2002)

Velké čepobití (německy Großer Zapfenstreich) je čepobití – slavnostní vojenský ceremoniál Bundeswehru.
Jedná se o nejvyšší vojenský ceremoniál Bundeswehru a je považován také za nejvyšší vyznamenání, které německé ozbrojené síly mohou udělit civilistovi. Nárok na ni mají spolkový prezident, spolkový kancléř a spolkový ministr obrany, nebo také generálové (admirál i viceadmirál) nebo generálporučíci po odchodu z aktivní služby.
Obvykle se koná večer za tmy a provádí jej speciální formace složená z pochodujících vojenských hudebníků a ozbrojenců nesoucí pochodně.
V Německu se ceremoniál pořádá přibližně 20–30× ročně, většina z nich bez větší mediální pozornosti. Zvláštní pozornosti veřejnosti se dostává Velkému čepobití pořádaného na rozloučenou předních federálních politiků, kteří odešli ze svého úřadu.

## Historie
Německé Velké čepobití v dnešní podobě vzniklo v první polovině 19. století podle vzoru Ruska, Rakouska a Švédska, v době osvobozeneckých válek v roce 1813, kdy pruský král Bedřich Vilém III. nařídil rozšíření čepobití tak, aby zahrnovalo prezentaci zbraní, tichou modlitbu a troubení vojenské písně. Není jasné, která skladba byla původně hrána jako modlitba, záhy se však ustálila píseň Ich bete an die Macht der Liebe, která se hraje dodnes.
Ceremoniál byl zneužit nacistickým režimem.

## Pocta politikům
Prvním spolkovým kancléřem, který byl po svém odchodu z úřadu poctěn velkým čepobitím, byl v roce 1998 Helmut Kohl. I dříve však bývali někteří kancléři touto ceremonií poctěni při významném jubileu. 19. listopadu 2005 byl při odchodu z funkce ve svém rodném Hannoveru Velkým čepobitím poctěn Gerhard Schröder. Přál si zahrát skladbu Summertime, Mackie Messer a píseň My Way ve verzi od Franka Sinatry. V roce 2021 si Schröderova nástupkyně Angela Merkelová nechala zahrát hymnus Großer Gott, wir loben dich, píseň Du hast den Farbfilm vergessen od Niny Hagen a Für mich soll’s rote Rosen regnen od Hildegard Knefové.

## Kritika
Opakovaně se objevovaly výzvy ke zrušení Velkého čepobití. Proti tomuto obřadu se v minulosti postavily antimilitaristické a pacifistické skupiny. Jiné skupiny zase poukazují na význam čepobití v době nacistického režimu v zemi.
13. října 2021 představitelé pěti ústavních orgánů, včetně kancléřky Angely Merkelové, vzdali hold misi Bundeswehru v Afghánistánu. Nejprve byla držena závěrečná řeč s projevy politiků před ministerstvem obrany, později následovalo Velké čepobití před budovou Reichstagu jako nejvyšší vojenský ceremoniál Bundeswehru. Rituál následně na Twitteru kritizovali političtí komentátoři a politici jako Jan Böhmermann, Jutta Ditfurth, Sevim Dağdelen a Christian Ströbele. Před akcí skupina protestantských pastorů napsala Evangelické církvi Německa dopis proti účasti církevních představitelů na vojenských poctách tohoto typu a kritizovala skutečnost, že obřad je neslučitelný s požadavkem na náboženskou neutralitu podle německé ústavy.